# Cyrtodesmus depilis
Cyrtodesmus depilis är en mångfotingart som beskrevs av Loomis 1964. Cyrtodesmus depilis ingår i släktet Cyrtodesmus och familjen Cyrtodesmidae. Inga underarter finns listade i Catalogue of Life.